# Distoechodon macrophthalmus
Distoechodon macrophthalmus är en fiskart som beskrevs av Zhao, Kullander, Kullander och Zhang 2009. Distoechodon macrophthalmus ingår i släktet Distoechodon och familjen karpfiskar. Inga underarter finns listade i Catalogue of Life.